# Les Amants de Teruel (film)
Pour les articles homonymes, voir Les Amants de Teruel.
Pour plus de détails, voir Fiche technique et Distribution.
Les Amants de Teruel est un film français réalisé en 1961 par Raymond Rouleau, sorti en 1962.

## Fiche technique
- Titre : Les Amants de Teruel
- Réalisation : Raymond Rouleau, assisté de Pierre Blondy et Jean Léon
- Scénario : Raymond Rouleau
- Dialogues : René-Louis Lafforgue
- Chorégraphe : Milko Sparemblek
- Photographie : Claude Renoir
- Son : Pierre Calvet, Julien Coutellier
- Montage : Marinette Cadix
- Musique : Míkis Theodorákis et Henri Sauguet
- Société de production : Société Monarch
- Durée : 90 minutes
- Date de sortie : 23 mai 1962
- Affiche : René Ferracci (France)

## Distribution
- Ludmila Tcherina
- Milko Sparemblek
- Milenko Banovitch
- René-Louis Lafforgue
- Philippe Rouleau
- Bernadette Stern
- Antoine Marin

## Récompenses et distinctions
- 1962 : Grand Prix de la Commission supérieure technique du cinéma français au Festival de Cannes